# Alain Aspect
Alain Aspect (Agen, 15 juni 1947) is een Franse natuurkundige en alumnus van de École normale supérieure de Cachan (ÉNS Cachan) in Frankrijk. Aspect kreeg in 2022 de Nobelprijs voor Natuurkunde, samen met John Clauser en Anton Zeilinger, "voor experimenten met verstrengelde fotonen, het vaststellen van de schending van Bell-ongelijkheid en baanbrekend werk op het gebied van kwantuminformatica".

## Werk
In de vroege jaren 1980 voerde hij met een aantal medewerkers de cruciale 'Bell-test experimenten' uit. Hij toonde daarbij aan dat Albert Einsteins, Boris Podolski's en Nathan Rosens reductio ad absurdum van de kwantummechanica, namelijk dat de kwantummechanica impliciete 'spookachtige actie op afstand' impliceert, in feite gerealiseerd lijkt te worden, als twee deeltjes door een willekeurig grote afstand van elkaar worden gescheiden. Er blijft echter een correlatie tussen de golffuncties in stand, aangezien beide deeltjes ooit deel uitmaakten van dezelfde golffunctie, die pas werd verstoord, doordat een van de deeltjes werd gemeten.
Wel dient opgemerkt te worden dat er op deze manier geen informatie kan worden uitgewisseld.

## Zie ook

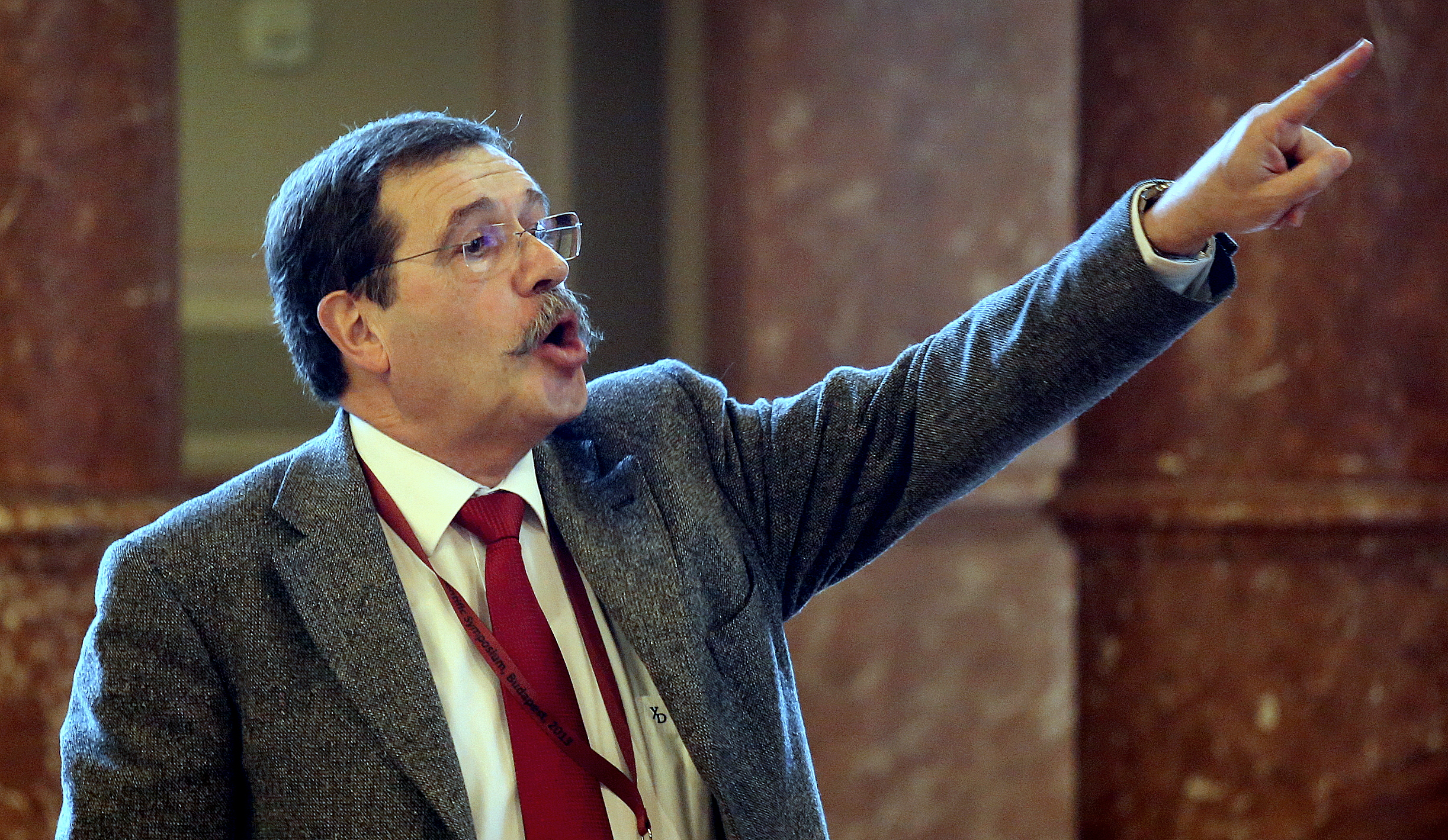
Alain Aspect in Budapest, 2013